# Gobernación de Asuán
La Gobernación de Asuán (en árabe: أسوان‎) es una de las veintisiete gobernaciones de la República Árabe de Egipto. Está ubicada en el extremo sur de Egipto. La capital de esta gobernación es la ciudad de Asuán. Colinda con la gobernación de Luxor al norte, con gobernación de Mar Rojo, y con la gobernación de Nuevo Valle, y la República de Sudán al sur.
Por decreto presidencial 102/1990 del 8 de marzo de 1990 la gobernación fue ampliada de 679 km² a 2252 km² con territorios tomados de las gobernaciones del Nuevo Valle y del Mar Rojo.

Mapa de la gobernación de Asuán hasta 1990

## Distritos con población estimada en julio de 2017
- Abu Simbel 7,652
- Aswān 168,862
- Daraw 137,245
- Idfū 462,400
- Kawm Umbū 388,555
- Madīnat Aswān al-Jadīdah 96
- Madīnat Tūshka al-Jadīdah 2,655
- Naṣr 91,927

## Demografía
La población de la gobernación es de 1 186 482 residentes (2006). Su área es de 34 608 kilómetros cuadrados, incluyendo las aguas del Lago Nasser, y apenas 679 kilómetros cuadrados de tierra. La densidad, por lo tanto, es de 1747 personas por kilómetro cuadrado.

## Subdivisiones de la gobernación de Asuán
El territorio de la gobernación está subdividido en dos ciudades autónomas (kizm) y seis regiones mayoritariamente rurales (markaz). La ciudad de Asuán es al mismo tiempo centro urbano independiente y capital de la región rural que la envuelve.
| Nombre       | Población (2006) | tipo            |
| ------------ | ---------------- | --------------- |
| Asuán        | 266.013          | ciudad (kizm)   |
| Nueva Tushka | 2.655            | ciudad (kism)   |
| Abú Simbel   | 6.413            | región (markaz) |
| Asuán        | 70.541           | región (markaz) |
| Darau        | 98.036           | región (markaz) |
| Edfu         | 65.353           | región (markaz) |
| Kom Ombo     | 60.935           | región (markaz) |
| Nasr         | 76.536           | región (markaz) |
| TOTAL        | 1.186.482        | gobernación     |

Museo de Asuán (Museo de la Isla Elefante)
Museo del Nilo
Las obras del Museo del Nilo comenzaron en junio de 2004 y el museo se abrió a los visitantes el 10 de enero de 2016, en presencia del Primer Ministro, el Ministro de Irrigación y representantes de 11 países africanos Para los países de la cuenca del Nilo, el coste de creación del Museo del Nilo ascendió a 82 millones de libras, y el museo está situado en una superficie de 146 mil metros cuadrados.De los cuales mil metros cuadrados fueron asignados por la Gobernación de Asuán, y el resto son propiedad del Ministerio de Irrigación. 129 mil metros cuadrados fueron asignados para exhibición El museo incluye salas de exposiciones y conferencias, una biblioteca, un salón VIP y oficinas administrativas, además de un sitio público que incluye el área del arroyo Eye y espacios verdes.

## Ciudades principales
- Edfu (en árabe: إدفو, Idfū)
- Kom Ombo (en árabe: كوم أمبو, Kūm Umbū)
- Darau (en árabe: دراو, Darau)
- Asuán (en árabe: أسوان, Aswān)
- Abu Simbel (en árabe: أبو سمبل, Abū Simbal)